# La Promenade (film, 2007)
Pour les articles homonymes, voir Promenade.
Pour plus de détails, voir Fiche technique et Distribution.
La Promenade est un moyen métrage français réalisé par Marina de Van et sorti en 2007.

## Fiche technique
- Titre : La Promenade
- Réalisation : Marina de Van
- Scénario : Marina de Van
- Photographie : Jeanne Lapoirie
- Décors : Valérie Valéro
- Costumes : Clémentine Rousselot
- Son : Jérôme Aghion
- Montage son : Raphaël Girardot
- Mixage : Emmanuel Croset
- Montage : Monica Coleman
- Production : Agat Films & Cie
- Pays d’origine :  France
- Durée : 35 minutes
- Date de sortie : France - 27 janvier 2007

## Distribution
- Gilbert Melki : David
- Nathan Cogan : Robert
- Marina de Van : Claire
- Marguerite Peltekian : Bettie
- Iliana Lolic : Nancy

## Distinctions
- Prix du public du meilleur court métrage français au Festival international de films de femmes de Créteil 2007[1]
- Lutin du meilleur scénario au festival Lutins du court métrage 2008[2]